# Курилково (Ярославская область)
Курилково — деревня в Ивняковском сельском поселении Ярославского района Ярославской области России.

## География
Деревня расположена в окружении сельскохозяйственных полей. На северо-западе граничит с деревней Ломки, на юге — Чурилково.

## История
В 2006 году деревня вошла в состав Ивняковского сельского поселения образованного в результате слияния Ивняковского и Бекреневского сельсоветов.

## Население
| 2007 | 2010 |
| ---- | ---- |
| 0    | →0   |

### Историческая численность населения
По состоянию на 1859 год в деревне было 7 домов и проживало 32 человека.
По состоянию на 1989 год в деревне проживало 2 человека.
По состоянию на 2002 год в деревне не было постоянного населения.

## Инфраструктура
Основа экономики — личное подсобное хозяйство. По состоянию на 2021 год большинство домов используется жителями для постоянного проживания и проживания в летний период. Вода добывается жителями из личных колодцев. Имеется пруд.
Почтовое отделение №150508, расположенное в селе Сарафоново, на март 2022 года обслуживает в деревне 12 домов.

## Транспорт
Курилково расположено в 2 км от автодороги Р132 «Золотое кольцо». До деревни идёт асфальтовая и грунтовая дороги.